# Bourg-de-Péage
Bourg-de-Péage – miejscowość i gmina we Francji, w regionie Owernia-Rodan-Alpy, w departamencie Drôme.
Według danych na rok 1990 gminę zamieszkiwało 9248 osób, a gęstość zaludnienia wynosiła 675 osób/km² (wśród 2880 gmin regionu Rodan-Alpy Bourg-de-Péage plasuje się na 80. miejscu pod względem liczby ludności, natomiast pod względem powierzchni na miejscu 862.).
Przez gminę przepływa rzeka Isère. 